# Міка (комуна, Клуж)
Міка (рум. Mica) — комуна у повіті Клуж в Румунії. До складу комуни входять такі села (дані про населення за 2002 рік):
- Валя-Лунчій (77 осіб)
- Валя-Чирешоїй (12 осіб)
- Димбу-Маре (97 осіб)
- Менестіря (737 осіб)
- Міка (684 особи)
- Ніреш (1175 осіб)
- Синмергіта (1054 особи)

Комуна розташована на відстані 345 км на північний захід від Бухареста, 48 км на північний схід від Клуж-Напоки.

## Населення
За даними перепису населення 2002 року у комуні проживали 3836 осіб.
Національний склад населення комуни:
| Національність | Кількість осіб | Відсоток |
| -------------- | -------------- | -------- |
| румуни         | 2715           | 70,8%    |
| угорці         | 1079           | 28,1%    |
| цигани         | 41             | 1,1%     |
| українці       | 1              | < 0,1%   |

Рідною мовою назвали:
| Мова       | Кількість осіб | Відсоток |
| ---------- | -------------- | -------- |
| румунська  | 2759           | 71,9%    |
| угорська   | 1064           | 27,7%    |
| циганська  | 11             | 0,3%     |
| українська | 1              | < 0,1%   |
| російська  | 1              | < 0,1%   |

Склад населення комуни за віросповіданням:
| Релігія        | Кількість осіб | Відсоток |
| -------------- | -------------- | -------- |
| православні    | 2620           | 68,3%    |
| реформати      | 936            | 24,4%    |
| адвентисти     | 125            | 3,3%     |
| греко-католики | 60             | 1,6%     |
| п'ятдесятники  | 54             | 1,4%     |
| римо-католики  | 10             | 0,3%     |
| баптисти       | 3              | 0,1%     |
| унітарії       | 2              | 0,1%     |
| не релігійні   | 1              | < 0,1%   |

## Зовнішні посилання
- Дані про комуну Міка на сайті Ghidul Primăriilor